# Cliona johnstoni
Cliona johnstoni är en svampdjursart som först beskrevs av Carter 1886.  Cliona johnstoni ingår i släktet Cliona och familjen borrsvampar. Inga underarter finns listade i Catalogue of Life.